# Ерік Пужад
Ерік Пужад (фр. Éric Poujade, 8 серпня 1972 — 30 червня 2024) — французький гімнаст, олімпійєць.

## Виступи на Олімпіадах
| Олімпіада    | Дисципліна       | Місце              |
| ------------ | ---------------- | ------------------ |
| Атланта 1996 | абсолютний залік | 93 (кваліфікація)  |
| Атланта 1996 | командний залік  | 11                 |
| Атланта 1996 | вільні вправи    | 102 (кваліфікація) |
| Атланта 1996 | опорний стрибок  | 51T (кваліфікація) |
| Атланта 1996 | паралельні бруси | 40T (кваліфікація) |
| Атланта 1996 | перекладина      | 66 (кваліфікація)  |
| Атланта 1996 | кінь             | 7                  |
| Сідней 2000  | абсолютний залік | 93 (кваліфікація)  |
| Сідней 2000  | командний залік  | 9 (кваліфікація)   |
| Сідней 2000  | кінь             | 2                  |